# Karekallahalli *, Gauribidanur
Karekallahalli * là một làng thuộc tehsil Gauribidanur, huyện Chikkaballapur, bang Karnataka, Ấn Độ.